# 1741 Giclas
1741 Giclas è un asteroide della fascia principale. Scoperto nel 1960, presenta un'orbita caratterizzata da un semiasse maggiore pari a 2,8845471 UA e da un'eccentricità di 0,0676354, inclinata di 2,89211° rispetto all'eclittica.
L'asteroide è dedicato all'astronomo statunitense Henry Lee Giclas.